# إدل أوليفا
إدل أوليفا هو منافس ألعاب قوى كوبي، ولد في 12 فبراير 1965.

## وصلات خارجية
- إدل أوليفا على موقع الاتحاد الدولي لألعاب القوى (الإنجليزية)